# Диен
Диени (алкадиени) су незасићени угљоводоници који садрже две двоструке везе. Диени су изомерни са алкинима. Општа формула диена је .
Две двоструке везе у неком диену могу бити распоређене на више начина.

## Подела по распореду двоструких веза
По распореду двоструких веза диени се деле на:
1. кумуловане диене
2. конјуговане диене
3. изоловане диене

### Кумуловани диени
Кумуловани диени су они диени код којих се двоструке везе налазе једна поред друге:

(1,2-пентадиен)
Ови диени немају практичан значај у хемији

### Изоловани диени
Изоловани диени су диени код којих су двоструке везе међусобно удаљене. Њихове двоструке везе реагују независно једна од друге. Они се по хемијском погледу понашају исто као и алкени.

(1,4-пентадиен)

### Конјуговани диени
Конјуговани диени су они диени код којих су двоструке везе растављене једном једноструком везом. Овакав систем двоструких веза утиче на стабилност једињења.
Најпростији конјуговани диени су:
```
                                    

                                    | 

       и        

(1,3 бутадиен)        (2-метил-1,3 бутадиен (
изопрен
))
```

Конјуговани диени су веома битни у хемији и имају значајну практичну примену.
Такође имају карактеристичан начин реаговања. Тако на пример када се на 1,3-бутадиен дејствује бромом у зависности од количине реагенса добијају се следећи производи:
```
 + 2 
мола
 брома → 

                               |   |  |  |
                               
```

 + 1 мол брома →
- 1)

```

|   |

```

такозвана 1,2 адиција услед чега настаје 3,4-дибром-1-бутен
- 2)

```

|         |

```

такозвана 1,4 адиција услед чега настаје 1,4-дибром-2-бутен.

## Значај
Карактеристична реакција која се јавља код конјугованих диена је 1,4-адиција. За конјуговане диене је такође карактеристично што су доста стабилнији од одговарајућих диена са различитим распоредом двоструких веза. 1,4 адиција има веома велики практичан значај јер се уз помоћ ње добијају бројна органска једињења од којих је најпознатији вештачки (синтетички) каучук који настаје полимеризациом изопрена.